# Portugal op de Olympische Zomerspelen 1968
Portugal nam deel aan de Olympische Zomerspelen 1968 in Mexico-Stad, Mexico. Voor de tweede keer op rij werd geen enkele medaille gewonnen.

## Deelnemers en resultaten

### Atletiek
| Olympiër        | Onderdeel              | Resultaat | Prestatie                |
| --------------- | ---------------------- | --------- | ------------------------ |
| Manuel Oliveira | 5000m (m)              | DNS       | serie 2: niet gestart    |
| Manuel Oliveira | 3000m steeplechase (m) | 19e       | serie 1: 8ste in 9.19,22 |

### Gewichtheffen
| Olympiër     | Onderdeel | Resultaat | Prestatie                    |
| ------------ | --------- | --------- | ---------------------------- |
| Luís Paquete | -60kg (m) | DNF       | drukken: geen geldige poging |

### Schermen
| Olympiër                                                   | Onderdeel      | Resultaat | Prestatie |
| ---------------------------------------------------------- | -------------- | --------- | --- |
| Francisco da Silva                                         | degen (m)      | 64e       | 1ste ronde groep 4: 6de V van HUN Fenyvesi V van MEX Pérez V van ROU Haukler V van AUS Hobby W van ITA Paolucci W van PUR Pérez |
| João de Abreu                                              | degen (m)      | 55e       | 1ste ronde groep 7: 5de V van HUN Kulcsár V van GDR Schulze V van POL Nielaba W van ARG Balestrini V van USA Netburn            |
| José Pinheiro                                              | degen (m)      | 51e       | 1ste ronde groep 3: 5de V van AUT Losert V van ARG Vergara V van FRA Ladègaillerie W van VEN Fernández W van BRA do Amaral      |
| Hélder Reis                                                | degen (m)      | DNS       | niet gestart |
| Hélder Reis José Pinheiro João de Abreu Francisco da Silva | degen team (m) | 19e       | 1ste ronde groep 1: 4de V van Sovjet-Unie: 3-12 V van Italië: 1-15                                                              |

### Turnen
| Olympiër          | Onderdeel                | Resultaat | Prestatie                            |
| ----------------- | ------------------------ | --------- | ------------------------------------ |
| José Filipe Abreu | brug (m)                 | 88e       | kwalificatie: 88ste met 17,60 punten |
| José Filipe Abreu | paard voltige (m)        | 94e       | kwalificatie: 94ste met 16,50 punten |
| José Filipe Abreu | rekstok (m)              | 99e       | kwalificatie: 99ste met 16,90 punten |
| José Filipe Abreu | ringen (m)               | 47e       | kwalificatie: 47ste met 18,00 punten |
| José Filipe Abreu | sprong (m)               | 71e       | kwalificatie: 71ste met 17,95 punten |
| José Filipe Abreu | vloer (m)                | 51e       | kwalificatie: 51ste met 18,00 punten |
| José Filipe Abreu | individuele meerkamp (m) | 82e       | 104,95 punten                        |
|                   |                          |           |                                      |
| Esbela da Fonseca | balk (v)                 | 91e       | kwalificatie: 92ste met 15,45 punten |
| Esbela da Fonseca | brug (v)                 | 72e       | kwalificatie: 72ste met 16,95 punten |
| Esbela da Fonseca | sprong (v)               | 71e       | kwalificatie: 71ste met 17,35 punten |
| Esbela da Fonseca | vloer (v)                | 88e       | kwalificatie: 88ste met 1695 punten  |
| Esbela da Fonseca | individuele meerkamp (v) | 825       | 66,70 punten                         |

### Worstelen
| Olympiër        | Onderdeel      | Resultaat      | Prestatie |
| Grieks-Romeisn  | Grieks-Romeisn | Grieks-Romeisn | Grieks-Romeisn |
| --------------- | -------------- | -------------- | --- |
| Leonel Duarte   | -52kg (m)      | 22e            | 1ste ronde: V van TCH Zeman: val 2de ronde: V van SYR Chahrour: beslissing                                            |
| Luís Grilo      | -57kg (m)      | 21e            | 1ste ronde: V van HUN Varga: val 2de ronde: V van FRG Stange: beslissing                                              |
| Adriano Morais  | -63kg (m)      | 20e            | 1ste ronde: V van TUR Alakoç: gediskwalificeerd 2de ronde: W van POL Godyń: gediskwalificeerd                         |
| Luís Galantinho | -70kg (m)      | 20e            | 1ste ronde: W van CAN Garvie: beslissing 2de ronde: V van KOR Seo: beslissing 3de ronde: V van GRE Galaktopoulos: val |

### Zeilen
| Olympiër                                 | Onderdeel       | Resultaat | Prestatie                           |
| ---------------------------------------- | --------------- | --------- | ----------------------------------- |
| Bernardo Silva                           | finn            | 31e       | 196 punten: (27-25-25-30-27-26-DNF) |
| Adriano da Silva Orlando Sena            | flying dutchman | 27e       | 178 punten: (24-24-26-26-DNF-19-23) |
| José Quina Mário Quina                   | star klasse     | 17e       | 119 punten: (13-13-15-13-12-18-17)  |
| Melo Menezes Fernando Lima Sarafana Weck | draken klasse   | 17e       | 124 punten: (17-13-15-11-DNF-12-20) |

## Officials
- Raul Worm (chef de mission)
- Bernardo Mendes de Almeida (zeilen)

Afghanistan · Algerije · Amerikaanse Maagdeneilanden · Argentinië · Australië · Bahama's · Barbados · België · Bermuda · Birma · Bolivia · Bondsrepubliek Duitsland · Brazilië · Brits-Honduras · Bulgarije · Canada · Centraal-Afrikaanse Republiek · Ceylon · Chili · Colombia · Congo-Kinshasa · Costa Rica · Cuba · Denemarken · Dominicaanse Republiek · Duitse Democratische Republiek · Ecuador · El Salvador · Ethiopië · Fiji · Filipijnen · Finland · Frankrijk · Ghana · Griekenland · Groot-Brittannië · Guatemala · Guinee · Guyana · Honduras · Hongarije · Hongkong · Ierland · IJsland · India · Indonesië · Irak · Iran · Israël · Italië · Ivoorkust · Jamaica · Japan · Joegoslavië · Kameroen · Kenia · Koeweit · Libanon · Libië · Liechtenstein · Luxemburg · Madagaskar · Maleisië · Mali · Malta · Marokko · Mexico · Monaco · Mongolië · Nederland · Nederlandse Antillen · Nicaragua · Nieuw-Zeeland · Niger · Nigeria · Noorwegen · Oeganda · Oostenrijk · Pakistan · Panama · Paraguay · Peru · Polen · Portugal · Puerto Rico · Roemenië · San Marino · Senegal · Sierra Leone · Singapore · Soedan · Sovjet-Unie · Spanje · Suriname · Syrië · Taiwan · Tanzania · Thailand · Trinidad en Tobago · Tunesië · Turkije · Tsjaad · Tsjecho-Slowakije · Uruguay · Venezuela · Verenigde Arabische Republiek · Verenigde Staten · Vietnam · Zambia · Zuid-Korea · Zweden · Zwitserland